# Papás-Babás (televíziós sorozat)
A Papás-Babás (eredeti cím: Baby Daddy) 2012-ben bemutatott amerikai televíziós sorozat. A műsor alkotója Dan Berendsen, a történet pedig egy baráti társaságról szól, amelynek egyik tagjának egy babát kell felnevelnie. A sorozat szereplői közt megtalálható Dan Berendsen, Heidi Clements, Kirill Baru, Eric Zimmerman és Frank Pines.
A sorozatot az Amerikai Egyesült Államokban a Freeform adta le 2012. június 20. és 2017. május 22. között, Magyarországon először az M2 Petőfi TV mutatta be 2017. február 18-án, majd később a Comedy Central Family folytatta.

## Cselekménye
A történet főszereplője Ben Wheeler, egy New York-i agglegény aki barátjával, Tucker Dobbs-szal és testvérével, Dannyvel tölti mindennapjait egy albérletben. Ám minden megváltozik, amikor az ajtó előtt egy kisbabát találnak - a babát Emmának hívják és Ben félrement korábbi barátnőjének gyereke, aki viszont a karrierjére összpontosítana inkább, ezért Bennél hagyja a gyereket. A srácnak még nem volt dolga csecsemőkkel, de lakótársai és basáskodó anyja, Bonnie segítségével igyekszik talpon maradni.

## Szereplők
| Szereplő       | Színész           | Magyar hang     |
| -------------- | ----------------- | --------------- |
| Ben Wheeler    | Jean-Luc Bilodeau | Markovics Tamás |
| Tucker Dobbs   | Tahj Mowry        | Baráth István   |
| Danny Wheeler  | Derek Theler      | Posta Victor    |
| Bonnie Wheeler | Melissa Peterman  | Kiss Erika      |
| Riley Perrin   | Chelsea Kane      | Mezei Kitty     |

## Évados áttekintés
| Évad | Évad | Részek száma | Részek száma | Eredeti sugárzás  | Eredeti sugárzás    | Eredeti adó | Magyar sugárzás   | Magyar sugárzás    | Magyar adó            |
| Évad | Évad | Részek száma | Részek száma | Évadbemutató      | Évadzáró            | Eredeti adó | Évadbemutató      | Évadzáró           | Magyar adó            |
| ---- | ---- | ------------ | ------------ | ----------------- | ------------------- | ----------- | ----------------- | ------------------ | --------------------- |
|      | 1.   | 10           | 10           | 2012. június 20.  | 2012. augusztus 29. | Freeform    | 2017. február 18. | 2017. március 4.   | M2 Petőfi TV          |
|      | 2.   | 16           | 16           | 2013. május 29.   | 2013. december 11.  | Freeform    | 2017. március 5.  | 2017. április 1.   | M2 Petőfi TV          |
|      | 3.   | 21           | 21           | 2014. január 15.  | 2014. június 18.    | Freeform    | 2017. április 2.  | 2017. május 6.     | M2 Petőfi TV          |
|      | 4.   | 22           | 22           | 2014. október 22. | 2015. augusztus 5.  | Freeform    | 2017. október 24. | 2017. november 2.  | Comedy Central Family |
|      | 5.   | 20           | 20           | 2016. február 3.  | 2016. augusztus 3.  | Freeform    | 2017. november 3. | 2017. november 13. | Comedy Central Family |
|      | 6.   | 11           | 11           | 2017. március 13. | 2017. május 22.     | Freeform    | 2019. január 12.  | 2019. február 16.  | Comedy Central Family |

## Díjak és jelölések
| Év   | Díj                             | Kategória                               | Jelölt                     | Eredmény |
| ---- | ------------------------------- | --------------------------------------- | -------------------------- | -------- |
| 2012 | Teen Choice Awards              | Kedvenc nyári televíziós főszereplő     | Jean-Luc Bilodeau          | Jelölve  |
| 2012 | Teen Choice Awards              | Kedvenc nyári televíziós női főszereplő | Chelsea Kane               | Jelölve  |
| 2013 | Teen Choice Awards              | Kitörő sikerű sorozat                   | Papás-Babás                | Jelölve  |
| 2013 | Teen Choice Awards              | Kitörő sikerű főszereplő                | Derek Theler               | Jelölve  |
| 2013 | Teen Choice Awards              | Legjobb férfi jelenetszereplő           | Tahj Mowry                 | Jelölve  |
| 2013 | Teen Choice Awards              | Legjobb nyári televíziós főszereplő     | Jean-Luc Bilodeau          | Jelölve  |
| 2013 | Teen Choice Awards              | Legjobb nyári televíziós női főszereplő | Chelsea Kane               | Jelölve  |
| 2014 | Teen Choice Awards              | Legjobb nyári műsor                     | Papás-Babás                | Jelölve  |
| 2014 | Teen Choice Awards              | Legjobb férfi jelenetszereplő           | Tahj Mowry                 | Jelölve  |
| 2014 | Teen Choice Awards              | Legjobb nyári televíziósfőszereplő      | Jean-Luc Bilodeau          | Jelölve  |
| 2015 | People's Choice Awards          | Kedvenc kábeltelevíziós vígjátéksorozat | Papás-Babás                | Jelölve  |
| 2015 | Teen Choice Awards              | Kedvenc nyári televíziós sorozat        | Papás-Babás                | Jelölve  |
| 2016 | People's Choice Awards          | Kedvenc kábeltelevíziós vígjátéksorozat | Papás-Babás                | Jelölve  |
| 2016 | Teen Choice Awards              | Kedvenc televíziós jelenetszereplő      | Tahj Mowry                 | Jelölve  |
| 2016 | Teen Choice Awards              | Choice TV: Liplock                      | Chelsea Kane, Derek Theler | Jelölve  |
| 2016 | Teen Choice Awards              | Kedvenc nyári televíziós műsor          | Papás-Babás                | Jelölve  |
| 2016 | Teen Choice Awards              | Kedcenc nyári televíziós főszereplő     | Jean-Luc Bilodeau          | Jelölve  |
| 2017 | People's Choice Awards          | Kedvenc kábeltelevíziós vígjátéksorozat | Papás-Babás                | Elnyerte |
| 2017 | Art Directors Guild Awards 2016 | Többkamerás sorozat                     | Greg Grande – Papás-Babás  | Jelölve  |